# René Vandenberghe
René Vandenberghe (* 5. März 1887 in Pittem; † 3. Juli 1958 in Roeselare) war ein belgischer Radrennfahrer.

## Sportliche Laufbahn
Vandenberghe (auch René Van den Berghe) war im Straßenradsport und im Bahnradsport aktiv. Von 1909 bis 1914 und 1921 war er Unabhängiger und Berufsfahrer. 1911 siegte er in der Belgien-Rundfahrt vor Eugène Christophe. Dabei holte er fünf Etappensiege. Auch 1909, 1913 und 1920 hatte er jeweils eine Etappe der Rundfahrt für sich entschieden. An Eintagesrennen gewann er Brüssel–Roubaix 1910. Bei Bordeaux–Paris 1913 kam er auf den 3. Platz. In der Tour de France 1912 kam er auf den 12., 1914 auf den 28. Rang. 1911 und 1913 war er ausgeschieden.
Auf der Bahn gewann er 1912 das Sechstagerennen von Brüssel mit Octave Lapize als Partner. 1915 war er dort Zweiter geworden.